# L’Épine-aux-Bois
L’Épine-aux-Bois település Franciaországban, Aisne megyében. Lakosainak száma 245 fő (2022. január 1.). L’Épine-aux-Bois Rozoy-Bellevalle, Vendières, Viels-Maisons és Dhuys-et-Morin-en-Brie községekkel határos.

## Népesség
A település népességének változása:
| Lakosok száma | 179  | 152  | 232  | 259  | 263  | 265  | 261  | 256  | 252  | 245  |
|               | 1968 | 1982 | 1990 | 2006 | 2013 | 2015 | 2017 | 2019 | 2020 | 2022 |